# 라마수

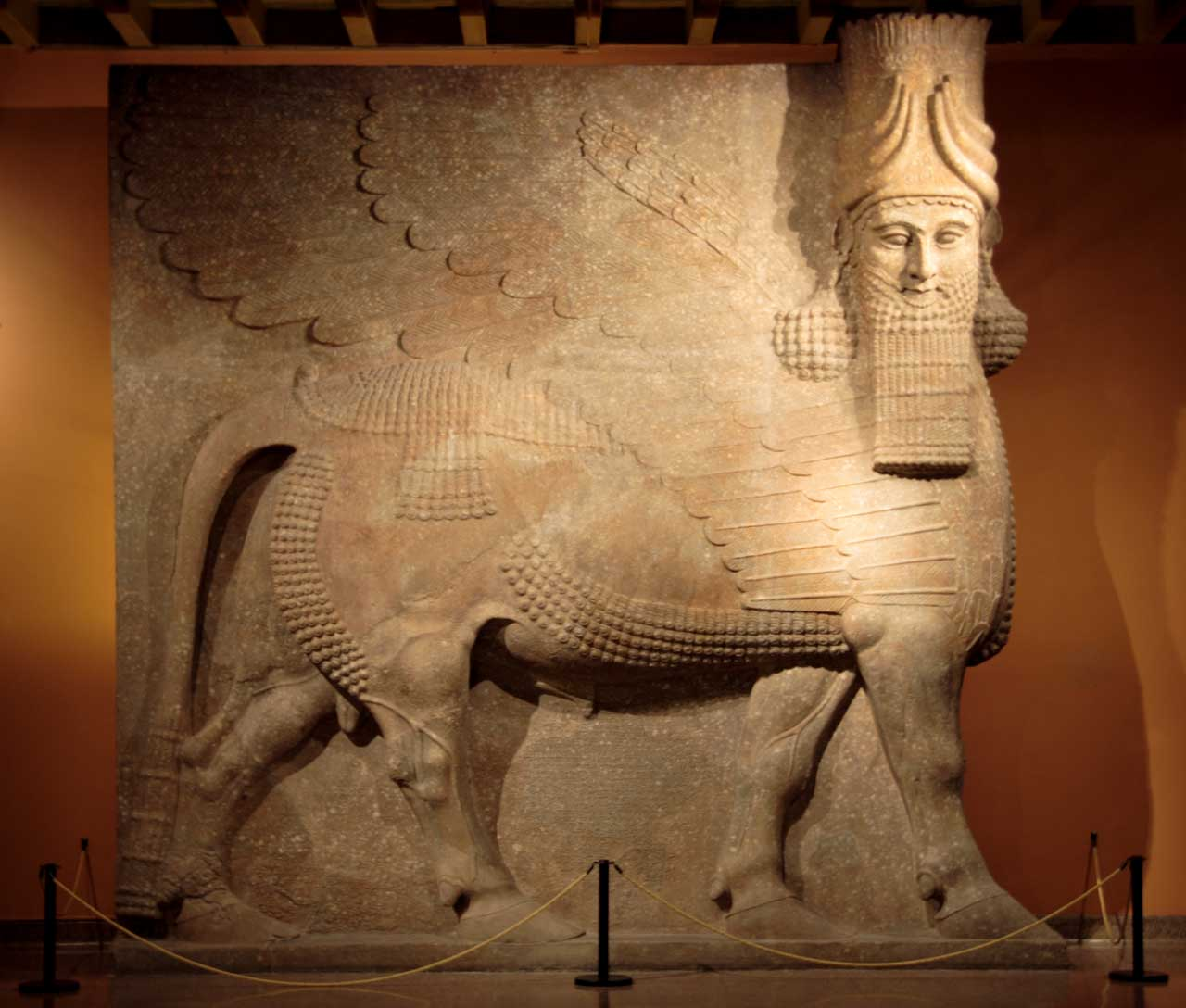
두르샤루킨의 라마수

라마수(Lamassu, 𒀭𒆗)는 아시리아의 보호신으로서, 흔히 인간의 머리, 황소나 사자의 몸, 새의 날개를 가지고 있는 것으로 묘사된다. 어떤 글에서는 여성의 신을 나타내는 것으로 묘사된다. 덜 자주 사용되는 이름은 세두(Shedu)인데, 라마수의 수컷을 가리킨다. 라마수는 황도대, 모성별, 별자리를 나타낸다.

## 유래와 상징

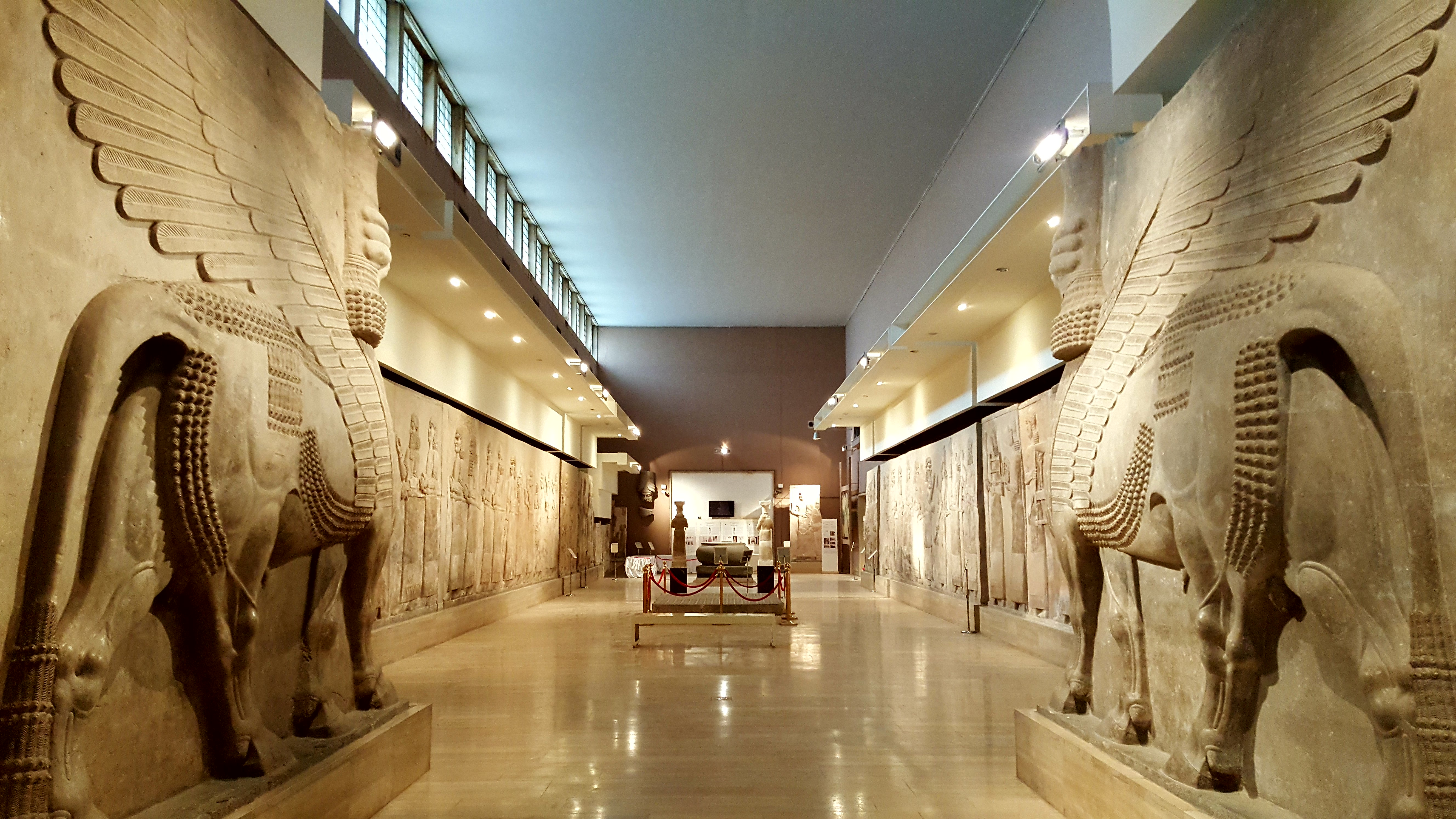
바그다드의 이라크 박물관에서 전시하고 있는 라마수 부조

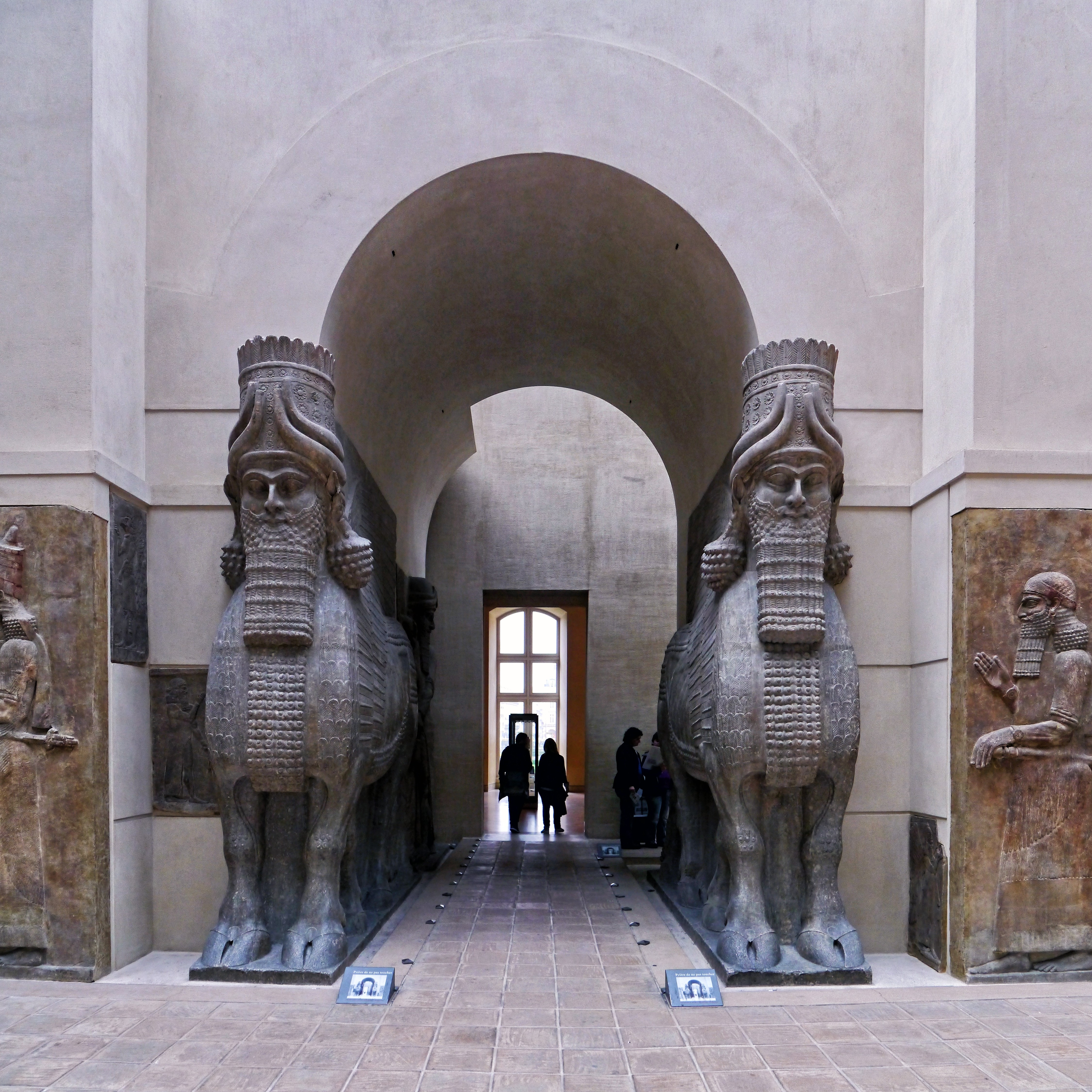
루브르 박물관에서 소장하고 있는 두르샤루킨의 사르곤 2세 궁전의 라마수 석상

라마수의 원 형태로 추정되는 여신 라마는 수메르 신화에서 인간이 신을 섬기고 기도를 올리며 제물을 바치는 것을 다른 신들에게 전달해 주는 전령신의 역할의 신으로, 당시에는 주름진 통옷을 차려입고 관을 쓴 채 양손을 올리고 있는 여신의 형태로 모셔졌다. 아카드 제국 시기까지는 여신 라마의 형태로서 숭배되었지만, 아시리아 제국기에 지금과 같은 사람의 두상에 짐승의 몸뚱이를 한 신수(神獸)의 형태로 변모하였고 이름도 라마수로 바뀌었다.
이 무렵 라마수의 외형은 앞다리에 날개가 돋친 황소나 사자의 몸에 수염이 성성하고 관모를 쓴 인간 남성의 머리를 한 짐승인간의 모습으로 정립되었다. 기원전 3000년 전 에블라에서 이와 비슷한 모습을 한 모티프를 찾을 수 있으며, 현대에 알려진 라마수의 모습과 일치하는 모습은 티그라트-필레세르 2세 때부터 나타나서 왕권의 상징으로서 사용되기 시작했다. 아시리아의 조각품 중 많은 예술품이 라마수를 묘사하고 있으며, 특히 궁궐 대문 양변으로 라마수 석상 한 쌍을 배치한 형태가 대표적이다. 비교적 이른 시기에 제작된 라마수 조형물은 다리가 다섯 개 달려 있기도 했다.

## 신화
메소포타미아 신화에서 라마수는 근간을 하늘에 두고 있는 성수로, 아시리아의 국가와 백성을 보호하는 수호신의 역할을 했다. 처음에는 민간 수호신앙의 성격이 짙었으나 점차 왕궁에서도 수호신으로 받아들여져 입구를 지키는 문지기 석상의 형태로 숭앙되었다.

## 같이 보기
- 켄타우로스
- 키마이라
- 엔릴
- 그리핀
- 하르피이아
- 진 (신화)
- 만티코어
- 인어
- 미노타우로스
- 페가수스
- 시무르그
- 스핑크스
- 천둥새
- 지즈